# Hermann Vogt (General, 1915)
Hermann Vogt (* 10. März 1915 in Bielefeld; † 13. April 1978) war Generalmajor der Nationalen Volksarmee (NVA) der Deutschen Demokratischen Republik.

## Leben
Vogt, Sohn eines Tischlers, war nach der mittleren Reife von 1931 bis 1932 als Bote in einer Buchhandlung tätig, ehe er 1932 als Soldat in die Reichswehr eintrat. Im Laufe der nächsten zehn Jahre stieg er zum Feldwebel der Infanterie der Wehrmacht auf und geriet im Januar 1942 in sowjetische Kriegsgefangenschaft. Zwischen 1944 und 1945 war er Armeebevollmächtigter des Nationalkomitees Freies Deutschland (NKFD) im Bereich der Leningrader Front sowie der 1. Ukrainischen Front.
Nach seiner Rückkehr aus der Kriegsgefangenschaft wurde er am 20. Mai 1945 Leiter der Schutzpolizei im Polizeipräsidium von Dresden und trat im August 1945 der KPD bei. Nach der Zwangsvereinigung von SPD und KPD zur SED wurde er 1946 Mitglied der SED und 1948 zunächst Leiter der Abteilung Grenze und Bereitschaften im Polizeipräsidium Weimar und im Jahr darauf Leiter der Volkspolizei-Schule Naumburg (Saale). Zwischen 1950 und 1952 war er Leiter der VP-Bereitschaft Zittau. Nach einem Sonderlehrgang in der Sowjetunion erfolgte 1953 seine Ernennung zum Leiter der Dienststelle der Kasernierten Volkspolizei (KVP) in Halle (Saale). Am 11. Oktober 1956 wurde er im Rang eines Obersts zum ersten Kommandeur von deren Nachfolgeeinheit, der 11. motorisierten Schützendivision, berufen. Anschließend wurde er am 15. August 1960 1. Stellvertretender Chef des Militärbezirks III in Leipzig. Von 1962 bis 1964 war er Absolvent der Generalstabsakademie der UdSSR, die er mit dem akademischen Grad eines Diplom-Militärwissenschaftlers abschloss.
Nach seiner Rückkehr aus der Sowjetunion war er bis 1969 wiederum 1. Stellvertretender Chef des Militärbezirks III, wo am 1. März 1966, dem 10. Jahrestag der Gründung der NVA, auch seine Ernennung zum Generalmajor erfolgte. Von 1969 bis 1973 war er zunächst Leiter der Hauptabteilung Militär im Ministerium für Hoch- und Fachschulwesen, ehe am 1. Mai 1973 seine Akkreditierung als Militärattaché an der Botschaft der DDR in der Sowjetunion erfolgte. Dieses Amt übte er bis zu seiner Entlassung in den Ruhestand am 31. August 1976 aus. Vogt wurde auf dem Zentralfriedhof Berlin-Friedrichsfelde beigesetzt.

## Auszeichnungen und Ehrungen
- 1975: Vaterländischer Verdienstorden in Gold
- 1975: Medaille „30. Jahrestag des Sieges im Großen Vaterländischen Krieg 1941–1945“
- Kampforden „Für Verdienste um Volk und Vaterland“ in Silber
- Medaille für Kämpfer gegen den Faschismus 1933 bis 1945
- Ihm zu Ehren erhielt die Panzerjägerabteilung der 11. MSD den Ehrennamen Hermann Vogt.[5][6]